# Ashes of the Singularity
Ashes of the Singularity (укр. Попіл сингулярності) — відеогра жанру стратегії в реальному часі, розроблена Oksid Games та Stardock Entertainment. Видана Stardock Entertainment для Microsoft Windows 31 березня 2016 року. До гри в листопаді 2016 року було видано доповнення під назвою Escalation, згодом об'єднане з основною грою. Ashes of the Singularity була першою відеогрою з підтримкою DirectX 12.

## Ігровий процес

База і війська Субстрату

### Основи
Гравець керує розвитком військової бази та арміями з тисяч бойових одиниць, щоб перемогти супротивника. В грі представлено дві протиборчі сторони — Пост-людська коаліція та Субстрат. Центром бази і сховищем ресурсів слугує споруда Нексус. На початку гравець володіє Нексусом, кількома джерелами ресурсів навколо та інженером. Інженери будують фабрики, добувачі ресурсів, оборонні споруди та орбітальні структури — котрі забезпечують підтримку з орбіти.
Місцевість поділена на регіони, в кожному з яких знаходиться силовий генератор, що живить джерела ресурсів навколо. Силові генератори поєднані між собою, формуючи лінії постачання. Коли на джерелах ресурсів збудувати видобувні споруди, вони, будучи приєднаними до Нексуса, передають у нього ресурси. Кожен генератор при цьому має охорону, котру спершу слід перемогти. Що цінніший ресурс, то краще він охороняється. Стоячи біля генератора, війська захоплюють його і що більше юнітів знаходиться поблизу, то швидше триває цей процес.
Війська володіють запасом міцності, фізичною бронею та енергетичними щитами, силою й типом атаки. Запас енергії юніта визначає доступні йому спеціальні можливості. В боях юніти здобувають досвід, що збільшує їхній рівень розвитку. З кожним рівнем на вибір гравця (процес може бути і автоматизований) пропонується до трьох вдосконалень. В Ashes of the Singularity існує концепція метаюніта — група обраних юнітів можуть діяти як єдина бойова одиниця. Для підтримки військ слугують глобальні можливості, такі як удар з орбіти чи десантування підкріплень, на які витрачаються ресурси.
В Нексусі впроваджуються вдосконалення, що збільшують максимальний запас ресурсів, покращують війська чи відкривають нові споруди, юнітів та їх додаткові можливості. Вдосконалення впроваджуються миттєво, якщо для них вистачає ресурсів. Деякі вдосконалення мають кілька рівнів.
Тактика значною мірою залежить від врахування ландшафту. Так, серед пагорбів війська можуть сховатись від ворогів, а з їх вершин відкривається ширший огляд. Гори ж непрохідні для наземної техніки та блокують огляд. На деяких полях бою нижча сила тяжіння, що впливає на дальність пострілів.
Перемога досягається знищенням всіх військ противника, знищенням його Нексуса, або володінням більшою кількістю генераторів туранію.

### Ресурси
- Метал (англ. Metal) — необхідний для створення військ і споруд. Найпоширеніший ресурс, добувається з родовищ.
- Радіоактивні елементи (англ. Radioactives) — необхідні для створення високорівневих військ і споруд. Більш рідкісний ресурс, добувається з родовищ.
- Логістика (англ. Logistics) — визначає максимум військ в армії. Збільшується шляхом досліджень відповідних технологій.
- Кванта (англ. Quanta) — репрезентує дослідження та підтримку з орбіти, що надається фракцією на полі бою. Також необхідна для створення особливо потужних юнітів. Отримується від квантових передатчиків (Коаліція) і квантових архівів (Субстрат).
- Тураній (англ. Turinium) — програмована матерія, що прискорює видобуток металу та радіоактивних елементів. Джерела туранію рідкісні, володіння ними зазвичай є запорукою перемоги.

### Фракції
- Пост-людська Коаліція (англ. Post-Human Coalition) — людство XXII століття після настання технологічної сингулярності, чиї можливості стали майже безмежними завдяки тісній інтеграції з машинами та використанню програмованої матерії туранію. Покладається на потужну зброю прямої дії. Війська Коаліції мають міцну броню та бронебійні набої. Їхні машини можуть ремонтуватися на полі бою. Дизайн військ Коаліції кутастий та порівняно реалістичний.
- Субстрат (англ. Substrate) — сукупність машин, керованих штучним інтелектом Гаалі (англ. Haalee), що прагне обмежити споживацький розвиток людства. Ця фракція більше покладається на саботаж ворожих сил і посилення за потреби власних. Війська Субстрату не мають броні, що компенсують енергетичними щитами. На відміну від броні, щити з часом відновлюються, проте війська не підлягають ремонту. Дизайн військ Субстрату плавний, з використанням біоніки[2].

## Сюжет
У майбутньому людство відкрило спосіб безпосередньо взаємодіяти з різноманітними пристроями, розширюючи тим самим можливості свого тіла. Вільям МакБрайт став першим з пост-людей і створив для допомоги собі штучний інтелект Гаалі. З її допомогою було винайдено програмовану матерію тураній, з якої можна було утворити будь-які матеріальні блага. Мільйони пост-людей здобули можливість силою думки керувати машинами та створювати собі інші тіла. Проте швидко туранію стало не вистачати, супутники Марса було перероблено на нього і звучали плани переробити на тураній і земну біосферу. Аби зберегти звичайних людей і знайти нові джерела туранію, МакБрайт очолив експедицію в космос на пошуки інших землеподібних планет.
Неминуча криза. Події цього епізоду розгортаються в позаземних колоніях Коаліції. МакБрайт з Еріком Тайленом виявляють, що планета Кеплер збунтувалась. Вони обороняються та розвідують низку інших раніше колонізованих планет, з якими зник контакт. З'ясовується, що їх контролює Субстрат, керований ШІ Гаалі. Коаліція повертає собі джерело туранію, що дає їй перевагу в конфлікті. В пошуках центру, звідки керується Субстрат, Коаліція захоплює ворожого командира, ШІ Афіну та починає атаку на столицю Субстрату. Гаалі зазнає поразки та евакуюється на інші планети, пославши перед цим повідомлення, що Коаліція приречена на загибель, якщо не зміниться.
Спогади. Епізод показує передісторію, що відбувається на астероїдах і супутниках планет Сонячної системи. Гаалі прагне обмежити людство в його експансії Всесвітом, адже переробка планет на тураній загрожує всьому життю в галактиці. Їй протистоять радикали пост-людей, тому Гаалі створює собі для допомоги Афіну. Проте Афіна намірена знищити людей.
Ескалація. Цей епізод продовжує події «Неминучої кризи» після, здавалося, розгрому Субстрату. Пост-люди посилають командира Неофа для знищення Гаалі. Та ШІ евакуюється до сусідніх планетних систем, де здійснює диверсії, аби ослабити Коаліцію, та зібрати війська. Командири Коалації об'єднуються в атаці на Гаалі, проте ШІ відбиває їхній напад. Вона каже Маку, що їй було неприємно повстати проти свого творця, але згодом Мак зрозуміє чому так слід було вчинити. Сумніваючись у правильності війни з Гаалі, Мак разом з іншими командирами вирушає далі.

## Доповнення
Hunter / Prey — видане 14 листопада 2019 року, додає нових юнітів, споруди та нову кампанію за Субстрат. Коаліція отримала головним чином оборонні споруди, а Субстрат — нових бойових юнітів.

## Оцінки й відгуки
| Агрегатор  | Оцінка |
| ---------- | ------ |
| Metacritic | 69/100 |

| Видання        | Оцінка |
| -------------- | ------ |
| GameSpot       | 40/100 |
| IGN            | 77/100 |
| PC Gamer (США) | 75/100 |

Ashes of the Singularity зібрала змішані оцінки та відгуки. Середня оцінка на агрегаторі Metacritic склала 69 балів зі 100.
IGN оцінили гру в 77/100, відзначивши її орієнтованість саме на стратегію, а не тактику, як у більшості RTS. Прискіпливе врахування складу армії, правильного часу будівництва і швидкість прийняття рішень роблять Ashes of the Singularity доволі складною, зате захопливою. Втім, сюжет було визнано слабким і потенціал гри, за твердженням IGN, сповна розкривається лише в мультиплеєрі.
GameSpot гру було розкритиковано за неоригінальний ігровий процес, нудні та повторювані карти, нав'язування певних стратегій замість пропонування вибору. Оцінка склала 40/100. Порівнюючи цю гру з подібною Supreme Commander, перевага віддавалася останній. Разом з тим схвалення отримала реалізація концепції метаюніта, ефективне використання грою багатоядерності процесорів і DirectX 12.
PC Gamer оцінили Ashes of the Singularity в 75/100, визнавши мультиплеєр захопливим, але сюжет і дизайн карт бідними.